# La casa di Ester
La casa di Ester è un cortometraggio del 2012 diretto da Stefano Chiodini ed interpretato da Cecilia Dazzi e Sergio Albelli.
Il cortometraggio ha vinto il 52° Globo d'oro (Associazione Stampa Estera in Italia) come miglior cortometraggio 2012 e un premio speciale dell'UNESCO per i diritti umani al 10° Salento Finibus Terrae 2012. Nel 2013 entra nella cinquina finalista dei Nastri d'argento 2013.

## Trama
Dietro l'apparente ordinarietà della vita di coppia, una donna prende finalmente coscienza di sé recuperando un passato mai del tutto dimenticato.

## Riconoscimenti
- 2012 - Globo d'oro
  - Miglior cortometraggio 2012
- 2012 - Salento Finibus Terrae
  - Premio UNESCO 2012 per i diritti umani
- 2012 - Circeo Film Festival
  - Miglior cortometraggio 2012
- 2012 - Inventa un Film
  - Premio miglior regia a Stefano Chiodini
  - Premio migliore attrice a Cecilia Dazzi
- 2012 - I've Seen Films - International Film Festival
  - Menzione speciale
- 2012 - Trani Film Festival
  - Premio del pubblico
- 2012 - Cyprus International Film Festival
  - Premio miglior regia a Stefano Chiodini
- 2013 - Love your short
  - Premio miglior regia a Stefano Chiodini
- 2013 - Lakeshorts International Film Festival
  - Premio miglior attrice a Cecilia Dazzi
- 2013 - Valsusa Film Festival
  - 2º premio miglior cortometraggio
- 2013 - Nastri d'argento
  - Candidatura